# 金武宮
26°27′19.15″N 127°55′18.50″E / 26.4553194°N 127.9218056°E
金武宮是日本沖繩縣的一座神社，位於國頭郡金武町金武觀音寺敷地內的日秀洞內，為琉球八社之一。

## 历史
根據《琉球國由來記》的記載，在琉球尚清王在位期間，日本僧人日秀坐船從紀伊出發，探訪補怛洛伽山。日秀在途中遭難，漂到金武村的富花港。日秀在金武的一個鐘乳洞內建了據點，以弘揚佛法，在鐘乳洞外建立金武觀音寺；內部則雕刻熊野權現三尊進行供奉，成為金武宮的前身。這座鐘乳洞現在被稱作日秀洞或永酒堂。
金武宮的別當寺是金武觀音寺。在第二尚氏王朝時期，金武宮是官社，所有經費由王府提供。1879年，琉球被日本吞併之後，金武宮被列為無格社，未受到日本政府的經濟支持。